# Liquor Store Blues
Liquor Store Blues è un singolo del cantautore statunitense Bruno Mars, pubblicato il 21 settembre 2010 come secondo estratto dal primo album in studio Doo-Wops & Hooligans.

## Descrizione
Il brano è stato prodotto dal team The Smeezingtons, che coinvolge lo stesso Mars, e ha la collaborazione del cantante giamaicano Damian Marley. Riguardo alla collaborazione, Bruno Mars ha dichiarato:
Il testo tratta del fatto che Mars ha avuto l'ennesima giornata storta, che il suo lavoro non lo soddisfa e che la sera si ferma in un negozio di liquori, sperando che il giorno successivo sia migliore. Nella canzone Marley canta in patwah, un dialetto giamaicano, usando anche espressioni tipiche giamaicane (Nuff ghetto youth, Pinapple kush between my jaws).

## Video musicale
Nel video Mars e Marley cantano in uno sfondo fatto con fumo variopinto, nel video si può notare una definizione tipicamente anni ottanta.

## Tracce
1. Liquor Store Blues (feat. Damian Marley) – 3:49

## Classifiche
| Classifica (2010) | Posizione massima |
| ----------------- | ----------------- |
| Canada            | 97                |
| Stati Uniti       | 105               |